# Hymenasplenium
Hymenasplenium es uno de los dos géneros de helechos perteneciente a la familia Aspleniaceae, del orden Polypodiales.

## Taxonomía
El género fue descrito por Bunzō Hayata  y publicado en Botanical Magazine 41(492): 712. 1927. La especie tipo es: Hymenasplenium unilaterale

## Especies seleccionadas
- Hymenasplenium basiscopicum
- Hymenasplenium cardiophyllum
- Hymenasplenium cheilosorum
- Hymenasplenium delitescens
- Hymenasplenium hoffmannii
- Hymenasplenium ikenoi
- Hymenasplenium laetum
- Hymenasplenium obtusifolium
- Hymenasplenium ortegae
- Hymenasplenium purpurascens
- Hymenasplenium repandulum
- Hymenasplenium riparium
- Hymenasplenium triquetrum
- Hymenasplenium unilaterale
- Hymenasplenium volubile